# Ancy
Ancy é uma comuna francesa na região administrativa de Auvérnia-Ródano-Alpes, no departamento de Ródano. Estende-se por uma área de 11,84 km². Em 2010 a comuna tinha 668 habitantes (densidade: 56,4 hab./km²).